# Eerste klasse 1997-98 (basketbal België)
Het seizoen 1997-1998 was de 51e editie van de hoogste basketbalcompetitie.
Spirou Charleroi won zijn derde opeenvolgende landstitel, Power Wevelgem en BBC Brother Gent promoveerden. 4 ploegen eindigden gelijk op de voorlaatste plaats, ABB Leuven degradeerde naar tweede nationale omdat het in de onderlinge confrontaties de slechtste resultaten behaalde
Het in financiële moeilijkheden verkerende Castors Braine ging na het einde van het seizoen in faling, dankzij een fusie met Union Rixensart maakt men als Union Castors Braine een doorstart in derde nationale.

## Naamswijziging
Brilcentrum Bree werd Hans Verkerk Bree
GoodYear Aalst werd Belgacom Aalst
Bobcat Gent werd Siemens Gent
Belgacom Brussels  werd Atomics Brussels

## Eindstand
|  |    |                            | P  | W  | V  | G | Ptn |
|  | -- | -------------------------- | -- | -- | -- | - | --- |
|  | 1  | Pepsi Spirou Charleroi     | 26 | 21 | 5  | 0 | 68  |
|  | 2  | Racing Maes Pils Antwerpen | 26 | 19 | 7  | 0 | 64  |
|  | 3  | Belgacom Quaregnon         | 26 | 19 | 7  | 0 | 64  |
|  | 4  | Belgacom Aalst             | 26 | 16 | 10 | 0 | 58  |
|  | 5  | Sunair BC Oostende         | 26 | 16 | 10 | 0 | 58  |
|  | 6  | Go Press Pepinster         | 26 | 14 | 12 | 0 | 54  |
|  | 7  | Siemens Gent               | 26 | 12 | 14 | 0 | 50  |
|  | 8  | Atomics Brussels           | 26 | 11 | 15 | 0 | 48  |
|  | 9  | Echo Houthalen             | 26 | 11 | 15 | 0 | 48  |
|  | 10 | Brother Gent               | 26 | 10 | 16 | 0 | 46  |
|  | 11 | Power Wevelgem             | 26 | 10 | 16 | 0 | 46  |
|  | 12 | Hans Verkerk Bree          | 26 | 10 | 16 | 0 | 46  |
|  | 13 | ABB Leuven                 | 26 | 10 | 16 | 0 | 46  |
|  | 14 | Dr. Pepper Castors Braine  | 26 | 3  | 23 | 0 | 32  |

1928 · 1929 · 1930 · 1931 · 1932 · 1933 · 1934 · 1935 · 1936 · 1937 · 1938 · 1939 · 1940 · 1941 · 1942 · 1943 · 1944 · 1945 · 1946 · 1947 · 1948 · 1949 · 1950 · 1951 · 1952 · 1953 · 1954 · 1955 · 1956 · 1957 · 1958 · 1959 · 1960 · 1961 · 1962 · 1963 · 1964 · 1965 · 1966 · 1967 · 1968 · 1969 · 1970 · 1971 · 1972 · 1973 · 1974 · 1975 · 1976 · 1977 · 1978 · 1979 · 1980 · 1981 · 1982 · 1983 · 1984 · 1985 · 1986 · 1987 · 1988 · 1989 · 1990 · 1991 · 1992 · 1993 · 1994 · 1995 · 1996 · 1997 · 1998 · 1999 · 2000 · 2001 · 2002 · 2003 · 2004 · 2005 · 2006 · 2007 · 2008 · 2009 · 2010 · 2011 · 2012 · 2013 · 2014 · 2015 · 2016 · 2017 · 2018 · 2019 · 2020 · 2021